# Polanica Górna
Polanica Górna – nieoficjalna część miasta Polanica-Zdrój w Polsce, położona w województwie dolnośląskim, w powiecie kłodzkim.

## Historia
Została założona w 1556 jako Nowa Polanica (niem. Neu Heide) na północ od Polanicy, połączona z Polanicą w 1925 r.
W latach 1975–1998 miejscowość administracyjnie należała do województwa wałbrzyskiego.